# Muhammad Adil Siddiqui
Muhammad Adil Siddiqui (en ourdou : محمد عادل صدیقی ; en sindhi : محمد عديل صديقي), né le 12 mai 1963 à Karachi et mort le 30 novembre 2020 dans la même ville, est un homme politique pakistanais qui fut membre de l'Assemblée provinciale du Sind de mai 2013 à mai 2018.

## Origines et formation
Muhammad Adil Siddiqui naît le 12 mai 1963 à Karachi. 
Il est titulaire d'un baccalauréat universitaire ès lettres de l'université de Karachi. 

## Carrière politique
Il est élu à l'Assemblée provinciale du Sind comme candidat du Mouvement Muttahida Qaumi à l'occasion des élections provinciales de 2013 au Sind (en) qui s'est déroulée en même temps que les élections législatives pakistanaises,.

## Mort
Testé positif au SARS-CoV-2, le 22 novembre 2020, il est rapidement placé sous respirateur artificiel, et meurt des complications causées par le Covid-19, le 30 novembre 2020 dans un hôpital privé de Karachi,.